# Kirche Hl. Prophet Elias (Rivica)

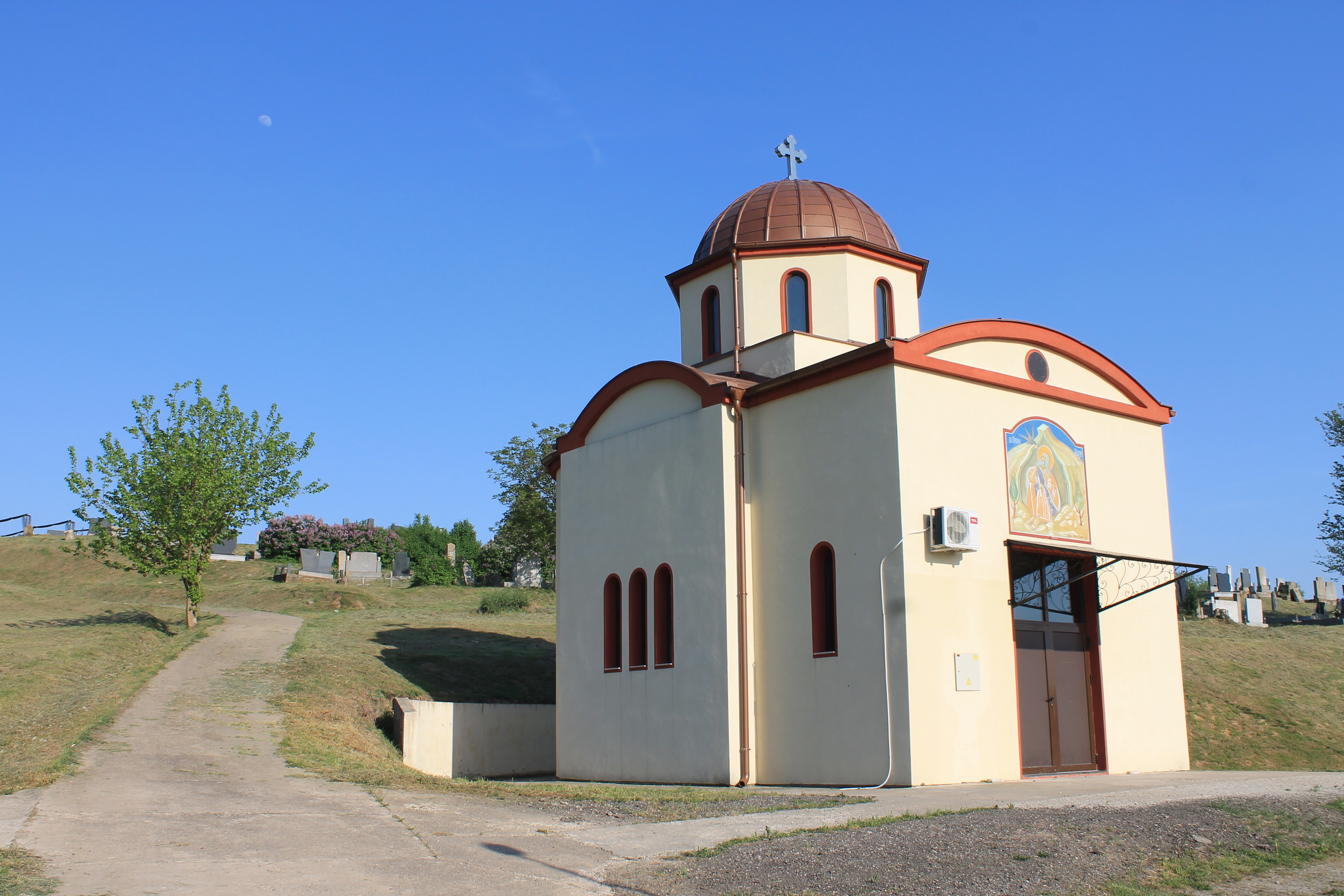
Westansicht der Kirche Hl. Prophet Elias in Rivica

Die Kirche Hl. Prophet Elias (serbisch: Црква Светог Пророка Илије, Crkva Svetog Proroka Ilije), auch als Kapelle Hl. Prophet Elias bekannt, im Dorf Rivica, der Opština Irig, ist eine serbisch-orthodoxe Kirche, in der nordserbischen autonomen Provinz Vojvodina.
Das 2014 erbaute Kirchengebäude ist dem Hl. Propheten Elias geweiht und ist die Filialkirche der Pfarrei Rivica, im Dekanat Podunavsko der Eparchie Srem der Serbisch-Orthodoxen Kirche.

## Lage

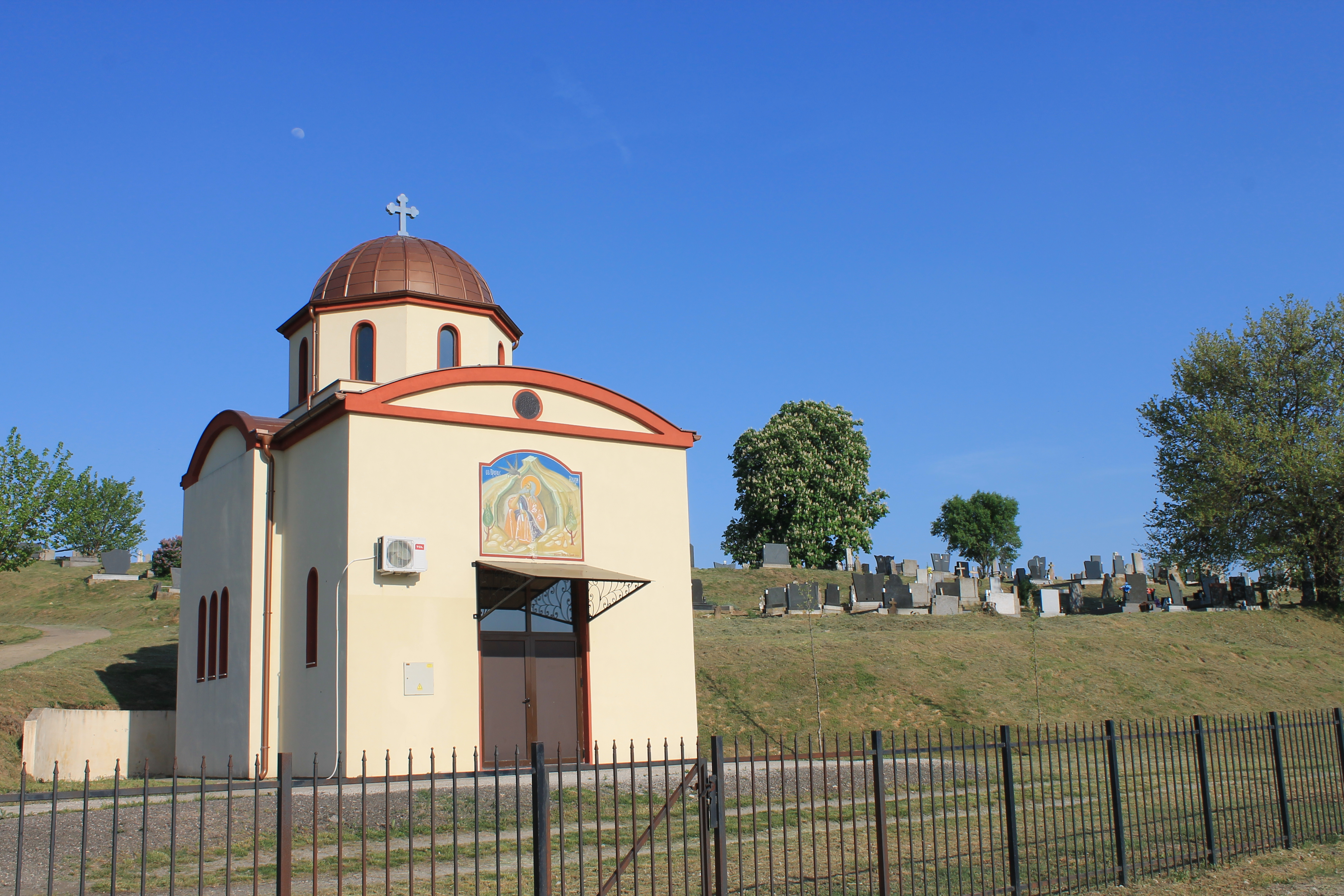
Der Friedhof mit der Kirche

Das Dorf Rivica liegt in der Landschaft des Srem wenige Kilometer westlich der Gemeindehauptstadt Irig. 
Im südlichen Dorfzentrum, an der Hauptstraße des Dorfes: der Ulica Maršala Tita, steht die Pfarrkirche Hl. Großmärtyrer Georg aus dem Jahre 1734. Diese Kirche wurde 1943 zur Zeit des Zweiten Weltkriegs von den kroatischen Ustaša zerstört und in den 1970er Jahren teilweise wieder aufgebaut. 2004 wurde die Kirche umfassend rekonstruiert. 
Die Kirche Hl. Elias steht auf dem umzäunten Dorffriedhof von Rivica, der sich etwas abseits des Ortes in südlicher Richtung befindet. Das Gotteshaus steht am westlichen Anfang des Dorffriedhofs von Rivica, beim Friedhofseingang, der sich an der Straße befindet die zum Dorf Rivica führt. Diese Straße ist die spätere Hauptstraße des Dorfes.

## Geschichte
Das Kirchengebäude wurde 2014 erbaut. Am 10. August des gleichen Jahres besuchte der Bischof der Eparchie Srem, Vasilije, Rivica. Der Bischof hielt zuerst in der Pfarrkirche Hl. Georg, unter der Assistenz vieler Geistlicher, darunter des derzeitigen Pfarrpriesters und Protopresbyters Dragan Kezmić, und einer großen Anzahl an Gläubigen, die Göttliche Liturgie.
Nach dem Abhalten der Hl. Liturgie in der Pfarrkirche, zogen der Bischof, die Geistlichen und die Gläubigen in einer feierlichen Prozession zum Dorffriedhof. Die Kirche Hl. Elias wurde daraufhin vom Bischof Vasilije feierlich eingeweiht. 

## Architektur
Das Kirchengebäude ist in einer modernen Adaption des traditionellen Serbisch-byzantinischen Stils erbaut worden. 
Die einschiffige Kreuzkuppelkirche ist mit einer halbrunden Altar-Apsis im Osten, einer großen zentralen Rundkuppel, die sich über dem Tambour, in der Mitte des Naos über der Kreuzung der kaum aus dem Kirchenschiff herausragenden Seitenarme der Kirche, erhebt und einem langgezogenen Narthex im Westen, erbaut. 
Die Kirche besitzt einen Kircheneingang an der Westfassade. Über dem Kircheneingang befindet sich eine große Patronatsfreske des Hl. Elias, der von einem Raben Brot gebracht bekommt. Die Spitze der Rundkuppel krönt ein Kreuz. 
Im Kircheninneren steht eine hölzerne Ikonostase mitsamt im byzantinischen Stil gemalten Ikonen. Auch sind die Kirchenwände mit byzantinischen Fresken bemalt. Entlang der Kirchenwände stehen einige hölzerne Stühle.